# Haruhisa Hiramoto
Haruhisa Hiramoto (平本晴久?, Hiramoto Haruhisa; 3 gennaio 1977) è un ex giocatore di football americano giapponese che ha giocato come offensive lineman.

## Palmarès
- 1 Mondiale (2003)
- 2 Rice Bowl (Asahi Soft Drink Challengers, 2000, 2001)